# Taylor García
Taylor Douglas García Bustamante es un jugador profesional de baloncesto, que juega en la posición de Base. Nació el 1 de abril de 1987 en La Habana, Cuba. Actualmente juega en España en el Conservas Cambados de LEB Plata, donde no ocupa plaza de extranjero al estar casado con una española.

## Características como jugador
Taylor García es un base-escolta de corta estatura y eléctrico. Un jugador explosivo capaz de acciones muy veloces y espectaculares que levantan al público de sus asientos. Posee muy buen tiro tras bote, tanto de 2 como de 3 puntos. Las dos primeras temporadas en el equipo de Cambados ejerció el rol de base titular. Pero la temporada 2012/13, quizá para aprovechar más sus habilidades anotadoras, su entrenador Yago Casal lo utilizó como escolta. Aunque necesitó cierto tiempo de adaptación, el cubano supo reubicarse, y ejercer su función con garantías.

## Trayectoria deportiva
Nacido en La Habana, su último equipo en su país fue el Capitalinos. Llegó a España en el verano de 2009.
En la temporada 2012/13 obtuvo unos promedios de 10,8 puntos, 2,5 rebotes, 2,0 asistencias, 2,0 recuperaciones, logrando 11,2 puntos en la Fase Final de ascenso a LEB Plata. 

### Equipos
- 2008/09  Capitalinos
- 2009/10  1ª División. CB Grubati.
- 2010/13  EBA. Establecimientos Otero
- 2013/14  LEB Plata. Conservas Cambados

### Selección nacional
Ha sido Internacional absoluto con Cuba. Fue protagonista de una fuga que en su día tuvo mucha repercusión mediática en España, al producirse tras un partido amistoso que enfrentó a Cuba contra la selección española, el 14 de agosto de 2009 en Gran Canaria. Tras la disputa del partido -en el que anotó 11 puntos-, Taylor García y otros 3 jugadores del equipo de Cuba no se presentaron al aeropuerto para realizar el viaje de retorno a su país junto al resto de sus compañeros. Tras ser considerados por Cuba como desertores, les fue concedido asilo político en España.
A mediados de la temporada 2014-2015 deja su equipo, el Conservas de Cambados, por problemas de actitud